# Hommes
Cet article possède des homonymes et des paronymes, voir Homme (homonymie).
Hommes est une commune française située dans le département d'Indre-et-Loire, en région Centre-Val de Loire.

## Géographie

### Localisation
Hommes est située au nord-ouest de Langeais. Avant la Révolution française, la commune faisait partie de l'Anjou. Elle est aujourd'hui située dans la Touraine angevine.
| Rillé      | Channay-sur-Lathan   |                    |
| Continvoir | Hommes               | Savigné-sur-Lathan |
|            | Avrillé-les-Ponceaux |                    |

### Hydrographie

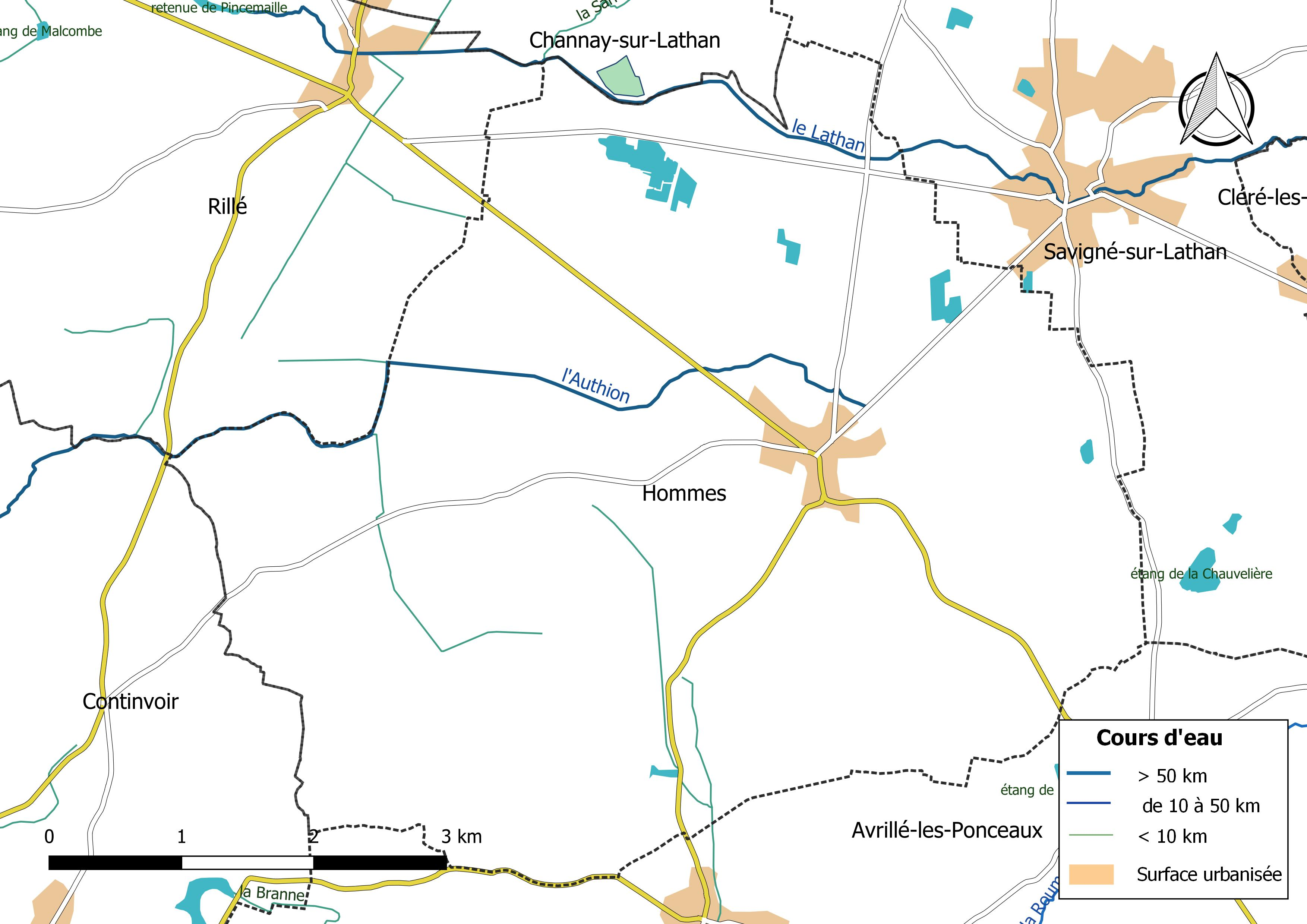
Réseau hydrographique de Hommes.

Le réseau hydrographique communal, d'une longueur totale de 13,33 km, comprend deux cours d'eau notables, l'Authion (5,143 km), qui prend localement le nom de Changeon, et le Lathan (1,757 km), et trois petits cours d'eau pour certains temporaires,.
L'Authion, d'une longueur totale de 99,8 km, prend sa source à 86 m d'altitude près de Bourgueil, à Hommes, à la fontaine de la Favrie. et se jette  dans la Loire près d'Angers à Sainte-Gemmes-sur-Loire, à 15 m d'altitude, après avoir traversé 29 communes. Sur le plan piscicole, l'Authion est classé en deuxième catégorie piscicole. Le groupe biologique dominant est constitué essentiellement de poissons blancs (cyprinidés) et de carnassiers (brochet, sandre et perche).
Le Lathan, d'une longueur totale de 57,9 km, prend sa source dans la commune d'Ambillou, traverse sur une très petite section le nord du territoire communal puis poursuit son parcours vers l'ouest et conflue en rive droite de l'Authion à Beaufort-en-Anjou (Maine-et-Loire), après avoir traversé 16 communes. Sur le plan piscicole, le Lathan est également classé en deuxième catégorie piscicole.

### Climat
Pour des articles plus généraux, voir Climat du Centre-Val de Loire et Climat d'Indre-et-Loire.
En 2010, le climat de la commune est de type climat océanique altéré, selon une étude du CNRS s'appuyant sur une série de données couvrant la période 1971-2000. En 2020, Météo-France publie une typologie des climats de la France métropolitaine dans laquelle la commune est exposée à un climat océanique et est dans la région climatique Moyenne vallée de la Loire, caractérisée par une bonne insolation (1 850 h/an) et un été peu pluvieux.
Pour la période 1971-2000, la température annuelle moyenne est de 11,2 °C, avec une amplitude thermique annuelle de 14,8 °C. Le cumul annuel moyen de précipitations est de 698 mm, avec 11,2 jours de précipitations en janvier et 6,6 jours en juillet. Pour la période 1991-2020, la température moyenne annuelle observée sur la station météorologique de Météo-France la plus proche, sur la commune de Channay-sur-Lathan à 7 km à vol d'oiseau, est de 12,1 °C et le cumul annuel moyen de précipitations est de 708,7 mm,. Pour l'avenir, les paramètres climatiques de la commune estimés pour 2050 selon différents scénarios d'émission de gaz à effet de serre sont consultables sur un site dédié publié par Météo-France en novembre 2022.

## Urbanisme

### Typologie
Au 1er janvier 2024, Hommes est catégorisée commune rurale à habitat dispersé, selon la nouvelle grille communale de densité à sept niveaux définie par l'Insee en 2022.
Elle est située hors unité urbaine. Par ailleurs la commune fait partie de l'aire d'attraction de Tours, dont elle est une commune de la couronne,. Cette aire, qui regroupe 162 communes, est catégorisée dans les aires de 200 000 à moins de 700 000 habitants,.

### Occupation des sols
L'occupation des sols de la commune, telle qu'elle ressort de la base de données européenne d’occupation biophysique des sols Corine Land Cover (CLC), est marquée par l'importance des territoires agricoles (74,3 % en 2018), en diminution par rapport à 1990 (75,4 %). La répartition détaillée en 2018 est la suivante : 
terres arables (50,9 %), forêts (22 %), zones agricoles hétérogènes (12,9 %), prairies (10,4 %), eaux continentales (1,9 %), zones urbanisées (1,7 %). L'évolution de l’occupation des sols de la commune et de ses infrastructures peut être observée sur les différentes représentations cartographiques du territoire : la carte de Cassini (XVIIIe siècle), la carte d'état-major (1820-1866) et les cartes ou photos aériennes de l'IGN pour la période actuelle (1950 à aujourd'hui).

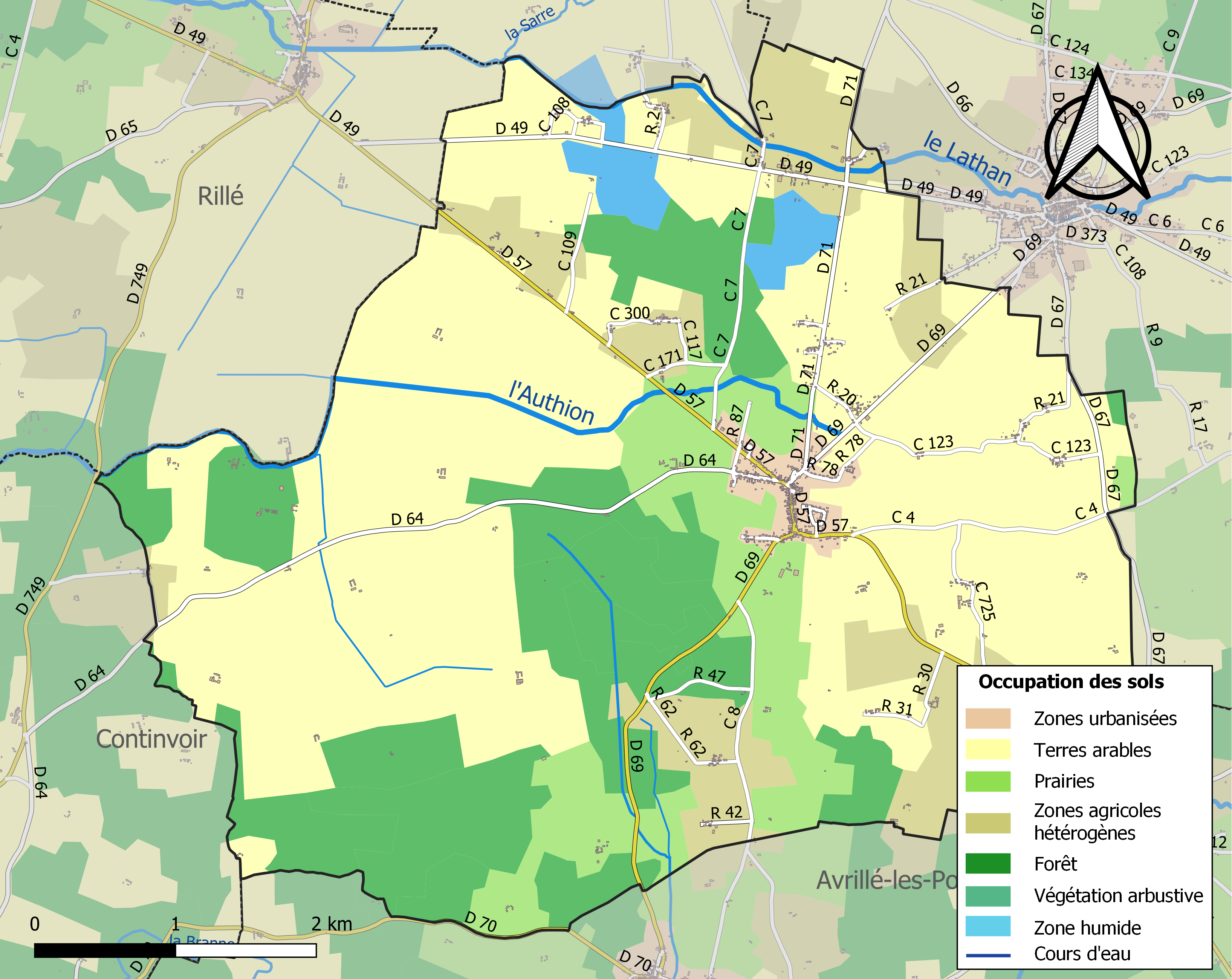
Carte des infrastructures et de l'occupation des sols de la commune en 2018 (CLC).

### Risques majeurs
Le territoire de la commune d'Hommes est vulnérable à différents aléas naturels : météorologiques (tempête, orage, neige, grand froid, canicule ou sécheresse), feux de forêts et séisme (sismicité faible). Un site publié par le BRGM permet d'évaluer simplement et rapidement les risques d'un bien localisé soit par son adresse soit par le numéro de sa parcelle.
Pour anticiper une remontée des risques de feux de forêt et de végétation vers le nord de la France en lien avec le dérèglement climatique, les services de l’État en région Centre-Val de Loire (DREAL, DRAAF, DDT) avec les SDIS ont réalisé en 2021 un atlas régional du risque de feux de forêt, permettant d’améliorer la connaissance sur les massifs les plus exposés. La commune, étant pour partie dans le massif de Bourgueil, est classée au niveau de risque 1, sur une échelle qui en comporte quatre (1 étant le niveau maximal).

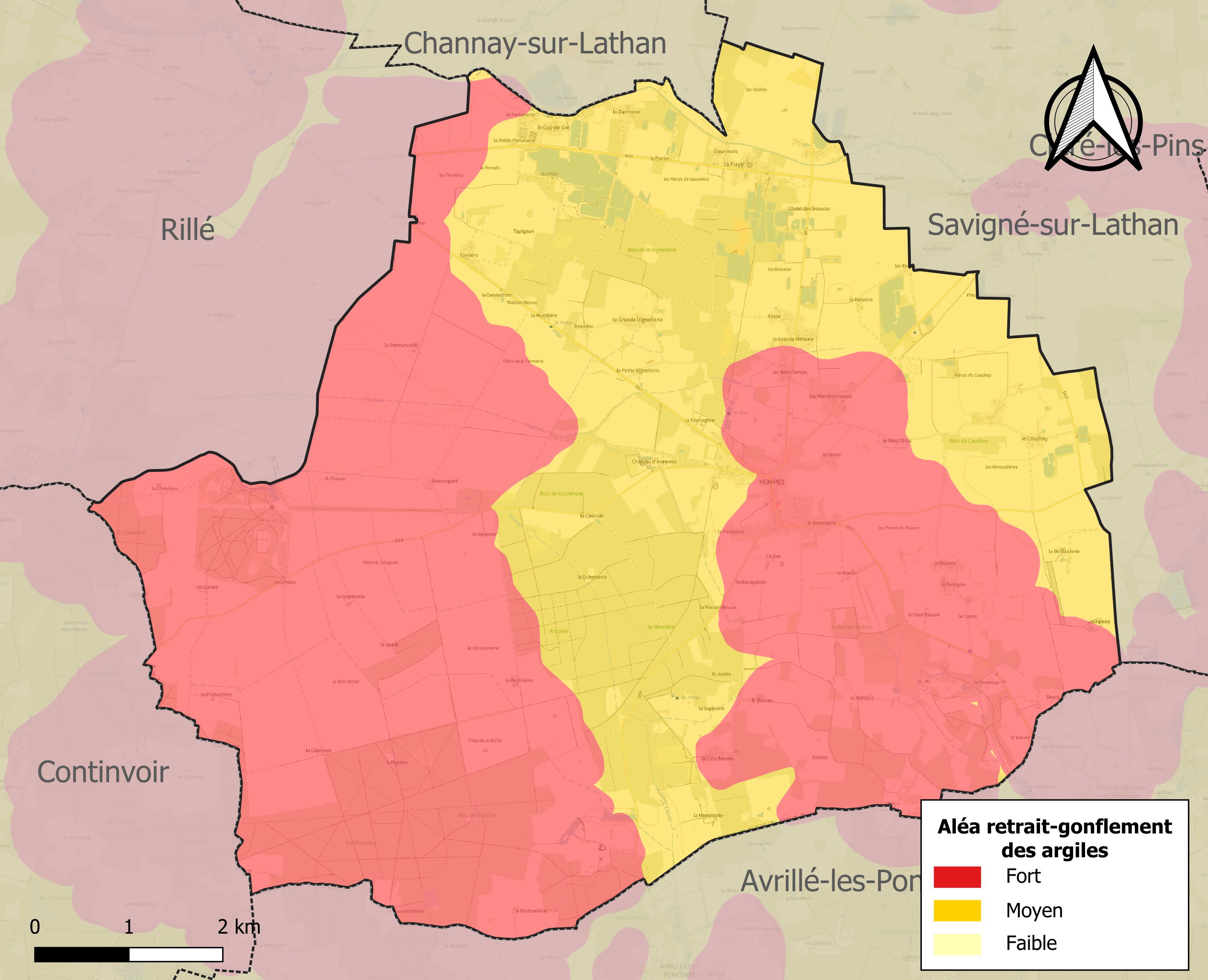
Carte des zones d'aléa retrait-gonflement des sols argileux d'Hommes.

Le retrait-gonflement des sols argileux est susceptible d'engendrer des dommages importants aux bâtiments en cas d’alternance de périodes de sécheresse et de pluie. La totalité de la commune est en aléa moyen ou fort (90,2 % au niveau départemental et 48,5 % au niveau national). Sur les 434 bâtiments dénombrés sur la commune en 2019, 434 sont en aléa moyen ou fort, soit 100 %, à comparer aux 91 % au niveau départemental et 54 % au niveau national. Une cartographie de l'exposition du territoire national au retrait gonflement des sols argileux est disponible sur le site du BRGM,.
Concernant les mouvements de terrains, la commune a été reconnue en état de catastrophe naturelle au titre des dommages causés par des mouvements de terrain en 1999.

## Histoire
Sous l'Ancien Régime, la châtellenie d’Hommes était rattachée à celle de Gizeux ayant appartenu à la famille du poète Joachim du Bellay de 1315 à 1660.
Avant le Concordat de 1801, Hommes faisait partie du diocèse d'Angers.
Après 1790, avec la création du département d'Indre-et-Loire, la commune de Hommes fit partie du district de Langeais et du canton de Savigné-sur-Lathan ; en 1801 elle fut rattachée à l’arrondissement de Chinon et au canton de Château-la-Vallière.

## Politique et administration

### Liste des maires
| Période   | Période  | Identité      | Étiquette | Qualité    |
| --------- | -------- | ------------- | --------- | ---------- |
| mars 2001 | 2014     | Gérard Linteo |           |            |
| mars 2014 | En cours | Hubert Hardy  | SE        | Commerçant |

### Tendances politiques et résultats
| Scrutin             | Scrutin             | 1er tour | 1er tour | 1er tour | 1er tour | 1er tour  | 1er tour | 1er tour | 1er tour  | 1er tour | 1er tour | 1er tour | 1er tour | 2d tour | 2d tour | 2d tour | 2d tour | 2d tour | 2d tour |
| Scrutin             | Scrutin             | 1er      | 1er      | %        | 2e       | 2e        | %        | 3e       | 3e        | %        | 4e       | 4e       | %        | 1er     | 1er     | %       | 2e      | 2e      | %       |
| ------------------- | ------------------- | -------- | -------- | -------- | -------- | --------- | -------- | -------- | --------- | -------- | -------- | -------- | -------- | ------- | ------- | ------- | ------- | ------- | ------- |
| Présidentielle 2017 | Présidentielle 2017 |          | FN       | 33,33    |          | LR        | 19,76    |          | EM        | 17,56    |          | LFI      | 13,77    |         | FN      | 50,72   |         | EM      | 49,28   |
| Présidentielle 2022 | Présidentielle 2022 |          | RN       | 36,32    |          | LREM      | 21,97    |          | LFI       | 14,13    |          | REC      | 6,28     |         | RN      | 56,46   |         | LREM    | 43,54   |
| Législatives 2022   | 5e                  |          | RN       | 37,45    |          | MoDem-Ens | 20,08    |          | PCF-Nupes | 15,44    |          | REC      | 10,81    |         | RN      | 55,47   |         | MoDem   | 44,53   |
| Législatives 2024   | 5e                  |          | RN       | 49,21    |          | PCF-NFP   | 17,89    |          | MoDem-Ens | 16,32    |          | LR       | 16,05    |         | RN      | 56,96   |         | MoDem   | 43,04   |

## Population et société

### Évolution démographique
L'évolution du nombre d'habitants est connue à travers les recensements de la population effectués dans la commune depuis 1793. Pour les communes de moins de 10 000 habitants, une enquête de recensement portant sur toute la population est réalisée tous les cinq ans, les populations de référence des années intermédiaires étant quant à elles estimées par interpolation ou extrapolation. Pour la commune, le premier recensement exhaustif entrant dans le cadre du nouveau dispositif a été réalisé en 2004.

En 2022, la commune comptait 867 habitants, en évolution de −2,8 % par rapport à 2016 (Indre-et-Loire : +1,67 %, France hors Mayotte : +2,11 %).
| 1793 | 1800 | 1806 | 1821 | 1831  | 1836  | 1841  | 1846 | 1851 |
| ---- | ---- | ---- | ---- | ----- | ----- | ----- | ---- | ---- |
| 900  | 895  | 861  | 948  | 1 011 | 1 019 | 1 039 | 972  | 925  |

| 1856 | 1861 | 1866 | 1872 | 1876 | 1881 | 1886 | 1891  | 1896  |
| ---- | ---- | ---- | ---- | ---- | ---- | ---- | ----- | ----- |
| 926  | 961  | 913  | 877  | 909  | 952  | 971  | 1 030 | 1 061 |

| 1901  | 1906 | 1911 | 1921 | 1926 | 1931 | 1936 | 1946 | 1954 |
| ----- | ---- | ---- | ---- | ---- | ---- | ---- | ---- | ---- |
| 1 026 | 972  | 973  | 899  | 938  | 907  | 870  | 926  | 900  |

| 1962 | 1968 | 1975 | 1982 | 1990 | 1999 | 2004 | 2006 | 2009 |
| ---- | ---- | ---- | ---- | ---- | ---- | ---- | ---- | ---- |
| 886  | 814  | 684  | 673  | 648  | 664  | 718  | 742  | 883  |

| 2014 | 2019 | 2022 | - | - | - | - | - | - |
| ---- | ---- | ---- | - | - | - | - | - | - |
| 884  | 875  | 867  | - | - | - | - | - | - |

### Enseignement
Hommes se situe dans l'Académie d'Orléans-Tours (Zone B) et dans la circonscription de St Cyr.
L'école élémentaire accueille les élèves de la commune.

## Culture locale et patrimoine

### Lieux et monuments
- Vieux château d'Hommes, inscrit MH en 1962.
- Ancienne ferme de la Briche

## Blasonnement
|  | Les armoiries de Hommes se blasonnent ainsi : Écartelé: aux 1er et au 4e d'argent à l'orme au naturel, aux 2e et 3e d'argent au château en perspective de deux tours, celle de dextre sommée d'une échauguette, le tout au naturel et ajouré de sable. |